# Pederneiras
Pederneiras este un oraș în São Paulo (SP), Brazilia.